# SC Rheindorf Altach
Sportclub Rheindorf Altach, hay SCR Altach hay đơn giản SCRA, là một câu lạc bộ bóng đá Áo có trụ sở ở Altach, Vorarlberg. Đội thi đấu ở Giải bóng đá vô địch quốc gia Áo. Hiện tại câu lạc bộ có tên gọi CASHPOINT SCR Altach vì lý do tài trợ từ công ty cá cược thể thao của Áo là Cashpoint.

## Sân vận động
Từ năm 1950 đến 1990, Rheindorf Altach thi đấu tại Sportplatz Riedle. Since the opening of Stadion Schnabelholz Kể từ khi khai trương Stadion Schnabelholz vào tháng 6 năm 1990, Sportplatz Riedle chỉ được sử dụng làm sân tập cho học viện trẻ. Do việc quảng bá cho Giải vô địch quốc gia Áo, sân vận động đã được mở rộng thêm, và vào mùa đông năm 2007, một khán đài phía tây mới được xây dựng và sức chứa tăng lên 8.500 khán giả với 3.000 chỗ ngồi, với tên gọi được đổi thành CASHPOINT Arena vì lý do tài trợ. Vào mùa hè năm 2015, các khoản đầu tư thêm vào sân vận động đã được thực hiện. Sân được mở rộng theo tiêu chuẩn quốc tế, và sân hiện nay có chiều dài 105 m, rộng 68 m và được cung cấp hệ thống sưởi dưới mặt đất. Hơn nữa, hệ thống đèn pha đã được nâng cấp, và việc mở rộng cuối cùng của khán đài phía tây đã có thêm khoảng 500 chỗ ngồi có mái che. Các kế hoạch tiếp theo dự kiến xây dựng khán đài phía nam mới bao gồm cả mái che. Trong tương lai, các trận đấu tại đấu trường châu Âu sẽ không còn được diễn ra ở Innsbruck như trước nữa mà là ở Altach.

## Thành tích tại đấu trường châu Âu

### Thành tích chung
Tính đến ngày 8 tháng 8 năm 2018
| Giải đấu                      | Số trận | Thắng | Hòa | Thua | BT | BB | HS | %Thắng |
| ----------------------------- | ------- | ----- | --- | ---- | -- | -- | -- | ------ |
| UEFA Cup / UEFA Europa League | 12      | 5     | 5   | 2    | 18 | 10 | +8 | 041,67 |
| Tổng cộng                     | 12      | 5     | 5   | 2    | 18 | 10 | +8 | 041,67 |

- Q = Vòng loại
- PO = Play-Off
- QF = Tứ kết
- SF = Bán kết

### Trận đấu
| Mùa giải | Giải đấu           | Vòng | Đối thủ            | Sân nhà | Sân khách | Tổng tỉ số |
| -------- | ------------------ | ---- | ------------------ | ------- | --------- | ---------- |
| 2015–16  | UEFA Europa League | 3Q   | Vitória S.C.       | 2–1     | 4–1       | 6–2        |
| 2015–16  | UEFA Europa League | PO   | Belenenses         | 0–1     | 0–0       | 0–1        |
| 2017–18  | UEFA Europa League | 1Q   | Chikhura Sachkhere | 1–1     | 1–0       | 2–1        |
| 2017–18  | UEFA Europa League | 2Q   | Dinamo Brest       | 1–1     | 3–0       | 4–1        |
| 2017–18  | UEFA Europa League | 3Q   | Gent               | 3–1     | 1–1       | 4–2        |
| 2017–18  | UEFA Europa League | PO   | Maccabi Tel Aviv   | 0–1     | 2–2       | 2–3        |

## Câu lạc bộ liên kết
Các câu lạc bộ sau hiện tại đang liên kết với Rheindorf Altach:
- AKA Hypo Vorarlberg (học viện trẻ khu vực)[4]

## Cầu thủ

### Đội hình hiện tại
Tính đến 31 tháng 1 năm 2022
Ghi chú: Quốc kỳ chỉ đội tuyển quốc gia được xác định rõ trong điều lệ tư cách FIFA. Các cầu thủ có thể giữ hơn một quốc tịch ngoài FIFA.
| Số | VT | Quốc gia | Cầu thủ                            |
| -- | -- | -------- | ---------------------------------- |
| 1  | TM | Áo       | Christoph Riegler                  |
| 3  | HV | Áo       | Lukas Prokop                       |
| 4  | HV | Áo       | Felix Strauß                       |
| 5  | HV | Áo       | Philipp Netzer                     |
| 6  | HV | Pháp     | Pape-Alioune Ndiaye                |
| 7  | TĐ | Áo       | Christoph Monschein (mượn từ LASK) |
| 8  | TV | Áo       | Lukas Parger                       |
| 9  | TĐ | Kosovo   | Atdhe Nuhiu                        |
| 10 | TV | Áo       | Dominik Reiter                     |
| 11 | TĐ | Áo       | Marco Meilinger                    |
| 12 | TĐ | Áo       | Noah Bischof                       |
| 13 | TM | Áo       | Tino Casali                        |
| 14 | TV | Áo       | Samuel Mischitz                    |
| 16 | TV | Áo       | Emanuel Schreiner                  |
| 17 | HV | Áo       | Nosa Iyobosa Edokpolor             |

| Số | VT | Quốc gia | Cầu thủ                                  |
| -- | -- | -------- | ---------------------------------------- |
| 18 | HV | Áo       | Jan Zwischenbrugger                      |
| 19 | HV | Áo       | Sebastian Aigner                         |
| 20 | TV | Áo       | Johannes Tartarotti                      |
| 21 | TV | Áo       | Lars Nussbaumer                          |
| 24 | HV | Áo       | David Bumberger                          |
| 27 | TV | Áo       | Stefan Haudum                            |
| 29 | TV | Áo       | Noah Bitsche                             |
| 30 | TV | Croatia  | Sandi Križman                            |
| 32 | TM | Áo       | Jakob Odehnal                            |
| 33 | TĐ | Hungary  | Csaba Bukta                              |
| 34 | HV | Áo       | Manuel Thurnwald                         |
| 37 | HV | Pháp     | Ange Nanizayamo (mượn từ Lausanne)       |
| 42 | TV | Mali     | Bakary Nimaga                            |
| 55 | TV | Đức      | Gianluca Gaudino (mượn từ SV Sandhausen) |

### Cho mượn
Ghi chú: Quốc kỳ chỉ đội tuyển quốc gia được xác định rõ trong điều lệ tư cách FIFA. Các cầu thủ có thể giữ hơn một quốc tịch ngoài FIFA.
| Số | VT | Quốc gia | Cầu thủ                                                    |
| -- | -- | -------- | ---------------------------------------------------------- |
| —  | HV | Áo       | Leo Mätzler (tại Austria Lustenau đến 30 tháng 6 năm 2022) |
| —  | TV | Áo       | Ronny Rikal (tại Dornbirn đến 30 tháng 6 năm 2022)         |

| Số | VT | Quốc gia | Cầu thủ                                                 |
| -- | -- | -------- | ------------------------------------------------------- |
| —  | TV | Áo       | Thomas Baldauf (tại Dornbirn đến 30 tháng 6 năm 2022)   |
| —  | TĐ | Áo       | Amir Abdijanovic (tại Dornbirn đến 30 tháng 6 năm 2022) |

## Lịch sử ban huấn luyện
- Peter Kohl (1 tháng 7 năm 1993 – 30 tháng 6 năm 1994)
- Rade Plakalović (1 tháng 7 năm 1994 – 3 tháng 9 năm 1995)
- Tadeusz Pawlowski (10 tháng 9 năm 1995 – 30 tháng 6 năm 1999)
- Alfons Dobler (1 tháng 7 năm 1999 – 30 tháng 6 năm 2001)
- Ewald Schmid (1 tháng 7 năm 2001 – 17 tháng 12 năm 2002)
- Hans-Jürgen Trittinger (1 tháng 1 năm 2003 – 30 tháng 6 năm 2005)
- Michael Streiter (1 tháng 7 năm 2005 – 19 tháng 4 năm 2007)
- Rade Plakalović (tạm quyền) (20 tháng 4 năm 2007 – 25 tháng 5 năm 2007)
- Manfred Bender (1 tháng 7 năm 2007 – 23 tháng 1 năm 2008)
- Heinz Fuchsbichler (23 tháng 1 năm 2008 – 30 tháng 8 năm 2008)
- Urs Schönenberger (4 tháng 9 năm 2008 – 12 tháng 1 năm 2009)
- Georg Zellhofer (12 tháng 1 năm 2009 – 30 tháng 6 năm 2009)
- Adi Hütter (1 tháng 7 năm 2009 – 6 tháng 4 năm 2012)
- Edmund Stöhr (6 tháng 4 năm 2012 – 30 tháng 6 năm 2012)
- Rainer Scharinger (1 tháng 7 năm 2012 – 4 tháng 1 năm 2013)
- Damir Canadi (7 tháng 1 năm 2013 – 11 tháng 11 năm 2016)
- Werner Grabherr (tạm quyền) (11 tháng 11 năm 2016 – 23 tháng 12 năm 2016)
- Martin Scherb (23 tháng 12 năm 2016 – 9 Jun 2017)
- Werner Grabherr (1 tháng 7 năm 2018 – 3 tháng 3 năm 2019)
- Wolfgang Luisser (tạm quyền) (3 tháng 3 năm 2019 – 18 tháng 3 năm 2019)
- Alex Pastoor (18 tháng 3 năm 2019 – 23 Febryary 2021)
- Damir Canadi (24 tháng 2 năm 2021 – 17 tháng 12 năm 2021)
- Ludovic Magnin (30 tháng 12 năm 2021 – )